# Shane Kelly
Shane John Kelly OAM (nascido em 1 de julho de 1972) é um ex-ciclista australiano que competiu profissionalmente em 2007.

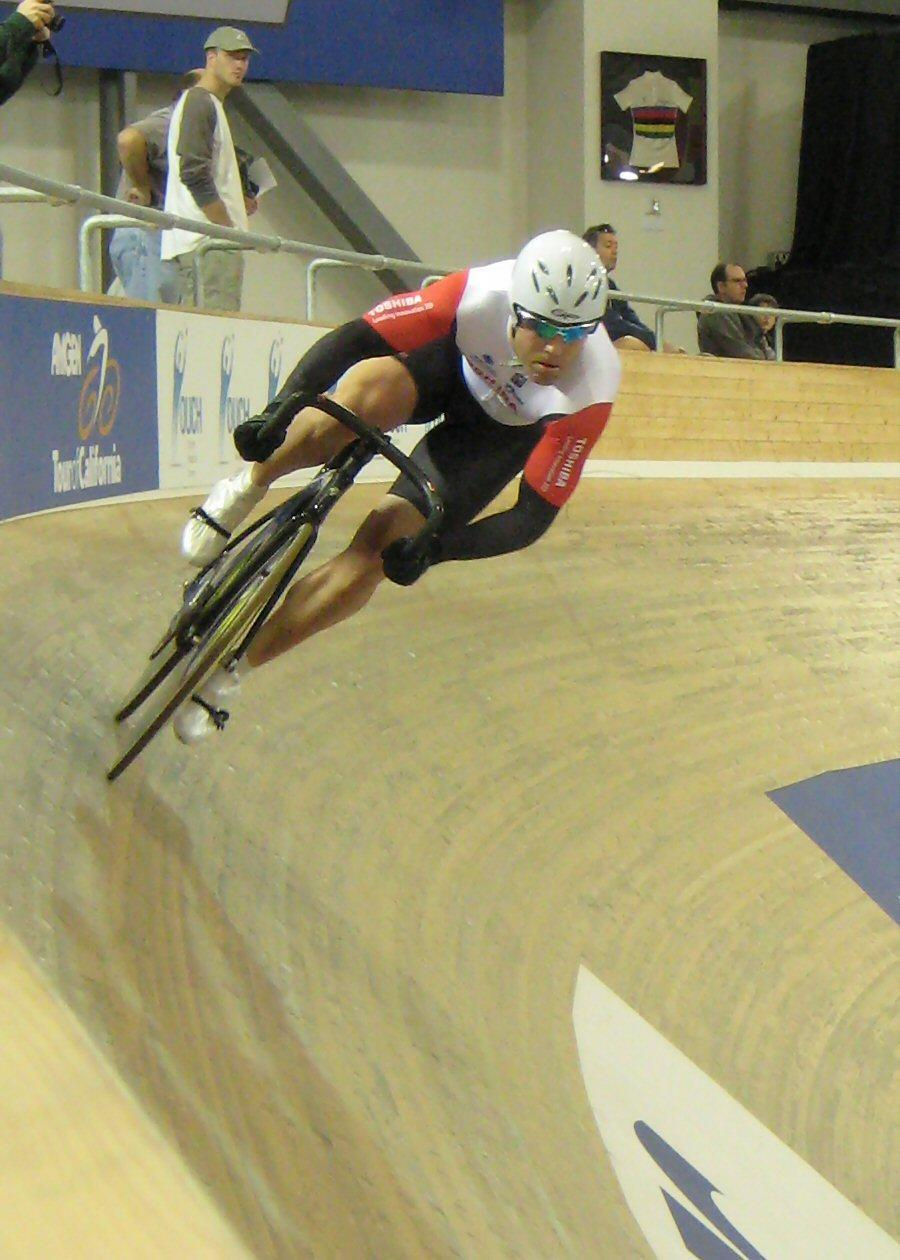
Kelly competindo em 2008

Especialista em provas de ciclismo de pista, especificamente no contrarrelógio, Kelly conquistou quatorze medalhas no Campeonato Mundial de Ciclismo de Pista, quatro delas de ouro.
Entre outros triunfos num palmarès riquíssimo, ele conquistou três medalhas olímpicas, uma de prata em Barcelona 1992 e duas de bronze em Sydney 2000 e em Atenas 2004, competindo pela Austrália nessa mesma mesma modalidade.